# マイアー・アムシェル・ロートシルト
マイアー・アムシェル・ロートシルト（独: Mayer Amschel Rothschild、1744年2月23日 - 1812年9月19日）は、ドイツの銀行家。ヨーロッパの財閥ロートシルト家（英語読みでロスチャイルド家）の基礎を築いた。
フランクフルトで古銭商人としてスタートし、ヘッセン＝カッセル方伯（ヘッセン選帝侯）家の御用商人の銀行家となったことで成功のきっかけを掴み、ナポレオン戦争で大きな財を成した。彼の5人の息子たちはフランクフルト（長男アムシェル）、ウィーン（次男ザロモン）、ロンドン（三男ネイサン）、ナポリ（四男カール）、パリ（五男ジェームス）の5か所に分かれて事業を行い、それぞれ5家のロートシルト家の祖となった。
帝国郵便の代表的な債権者であった。郵便事業はスペイン継承戦争でネーデルラントから追われ、フランクフルトを拠点にしていた。

## 経歴

### 生い立ち
1743年か1744年（1744年説の方が有力）の2月23日、神聖ローマ帝国・帝国自由都市フランクフルトのゲットーにユダヤ人商人アムシェル・モーゼスの第二子（長男）として生まれた。当時フランクフルト・ユダヤ人に家名はなかったが、自称や呼称の家名はあった。彼の家は家名を「ハーン」もしくは「バウアー」と名乗っていたが、一時期、「赤い表札（ロートシルト）」の付いた家で暮らしたため、「ロートシルト」という家名でも呼ばれた。マイヤーはこれを自分の家名として使っていくことになる。
父は信仰心厚いユダヤ教徒で、息子マイアーにはラビになることを期待していた。そのため幼くしてフュルトのラビ養成学校に入学することになった。学校では中東とヨーロッパの古代史と語学を学んだ。これが後の古銭への興味と博識につながったという。しかし父が1755年に死去し、母もその翌年の1756年に死去したため、学校を退学して働かなければならなくなった。
親戚の紹介でハノーファー王国のユダヤ人銀行家オッペンハイム家に丁稚奉公した。ここで宮廷御用商人（ほとんどがユダヤ人なので「御用ユダヤ人」とも呼ばれた）の業務を学んだ。

### 古銭商
1764年にフランクフルトへ戻る。古銭研究が好きだったマイアーは蒐集していた中東のジナール金貨、ドイツの旧銀貨ターレル、ロシアやバイエルンの鋳造貸など古銭の販売業を開業したが、一般人相手には全く売れなかった。
しかしオッペンハイム家で働いていた頃に知遇を得ていたハノーファー軍人エメリッヒ・フォン・エストルフ将軍を顧客に得ることができた。当時将軍はフランクフルトに近いハーナウ宮殿の主であるヘッセン＝カッセル方伯世子ヴィルヘルム（後のヘッセン・カッセル方伯ヴィルヘルム9世、ヘッセン選帝侯ヴィルヘルム1世）に仕えていた。将軍の紹介で宮廷内の高官たちを次々と顧客に獲得し、やがてヴィルヘルムからも注文を受けるようになった。
1769年にはハーナウ宮殿の御用商人となる。

### ヘッセン＝カッセル方伯家の御用商人

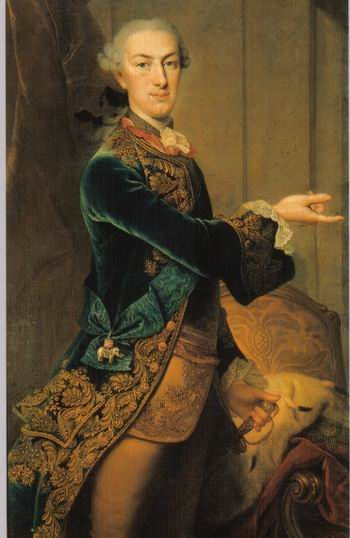
ヘッセン＝カッセル方伯ヴィルヘルム9世（1803年にヘッセン選帝侯ヴィルヘルム1世となる）

ヴィルヘルムは領内の若い男子を徴兵して練兵場で鍛え上げ、イギリスに貸しだすという傭兵業を営んでおり、そこから莫大な利益を上げていた。ハーナウ宮殿の財務官カール・ビュデルスから気に入られていたマイアーは、小規模ながら両替商もやっていたため、ロンドンから振り出されたヴィルヘルムの為替手形を割引（現金化）する仕事に携わらせてもらえるようになった。
1770年、同じフランクフルト・ゲットーの住民でザクセン＝マイニンゲン公宮廷御用商人をしていたザロモン・シュナッパー（Salomon Schnapper）の娘グトレと結婚し、彼女との間に息子5人、娘5人の計10子を儲けた。
1780年代半ばにはフランクフルト・ゲットーの住居の中で最も高級住宅である「緑の表札（グリューネシルト）」の付いた家に引っ越した（それでもキリスト教徒の住居と比べると貧相だったが）。
1785年に主君ヴィルヘルムがヘッセン＝カッセル方伯位を継承してヴィルヘルム9世となり、フランクフルトから離れたカッセルのヴィルヘルムスヘーエ城に移った。これによりヴィルヘルム9世との関係が一時途絶えそうになった。1780年代末までヴィルヘルム9世にとってマイアーは数多くいる御用商人の一人でしかなかったため、宮廷に顔を見せる機会が減るだけで、すぐに疎遠になるのである。
しかしやがてマイアーの息子たちが父の仕事を手伝うようになった。精力的なマイアーの息子たちは方伯からも気に入られた。特に次男ザロモンはほぼ毎日のようにヴィルヘルムスヘーエ城に詰めていた。長男アムシェルも方伯の抵当権に関する仕事に携わらせてもらうようになった。彼らの活動が評価されて、1789年にはロートシルト銀行は大銀行と名前を並べる形でヘッセン＝カッセル方伯家の正式な金融機関の一つに指名され、方伯家の貸出業務に関与できるようになった。また三男ネイサンはフランス革命の影響で大陸で暴騰していた綿を大量に買いつけるため、1798年にイギリス・マンチェスターへと渡っていった。
息子たちの努力によってロートシルト家の業績は1790年代から急速に伸び、1796年にはマイアーはゲットーで一番の資産家となっていた。取引範囲も広がっていき、ドイツ各都市やアムステルダム、ウィーン、パリ、ロンドンなど外国都市でも活動するようになった。この頃からロートシルト家の業務は信用供与と貸付業務が主となり、商人から銀行家へと転身したといえる。
マイアーはヘッセン＝カッセル方伯家の御用商人として長年やってこれただけあって、穏和な性格で人の心を掴むことが得意だったという。またマイアーの商売は正直であり、取引相手も必ず儲けることができた。これがロートシルト家の高い信用につながった。

### ナポレオン戦争

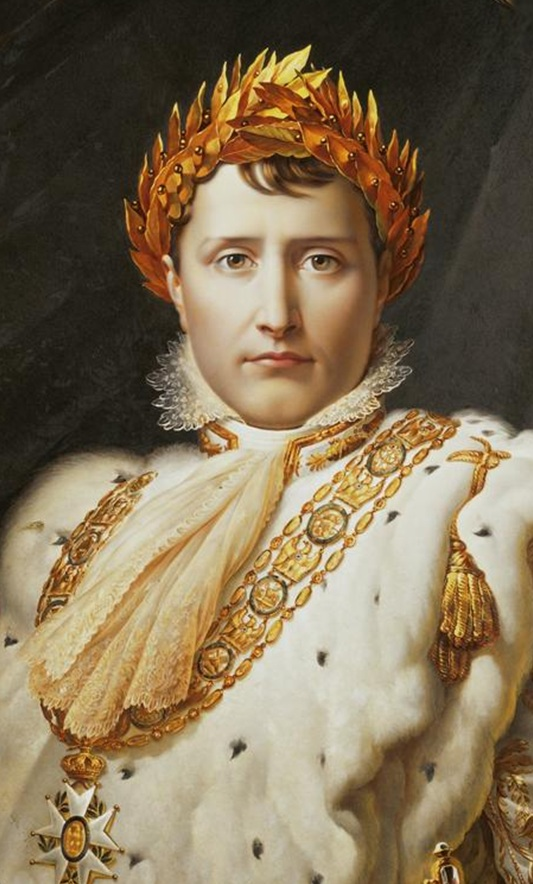
フランス皇帝ナポレオン・ボナパルト

1806年10月にナポレオン・ボナパルト率いるフランス軍がプロイセン王国侵攻のついでにヘッセン選帝侯国にも侵攻してきた（マイアーが暮らすフランクフルトもこの侵攻の際にフランス軍によって占領された）。ヘッセン選帝侯ヴィルヘルム1世（ヘッセン＝カッセル方伯ヴィルヘルム9世。1803年にヘッセン選帝侯となっていた）は11月1日にもシュレースヴィヒ公国に国外亡命することを余儀なくされた。ナポレオンはヘッセン選帝侯家を君主の座から追う旨と、その財産はフランス大蔵省が法的継承人になる旨を布告した。
選帝侯から財産管理の秘密代理人に指定されたのはビュデルスだったが、彼は大手銀行に任せるとフランス当局に見つかる恐れが高いと考え、ロートシルト家に任せることを決めた。以降、マイアーと息子たちはフランス当局の目を盗んで各地を駆け回り、選帝侯の諸侯への債権を回収し、選帝侯へ送り届けた。しかし送り届けるのは一部だけだった。マイアーが選帝侯のもとを訪れて「フランス当局の監視を潜り抜けて殿下のもとまで送り届けるのはますます難しくなっている」と説得し、ロートシルト家に投資信託させたのである。
一方でロートシルト家はフランス側とのコネクションも深めていき、フランス当局やフランス傀儡国家ライン同盟盟主でフランクフルト大公であるカール・テオドール・フォン・ダールベルク、フランクフルトの郵便制度を独占しているカール・アレクサンダー・フォン・トゥーン・ウント・タクシス侯などと親密な関係を築いた。これによりヨーロッパ大陸に独自の通商路を確保し、また情報面で優位に立ち、大きな成功に繋げていった。
折しもナポレオンの大陸封鎖令のせいで大陸諸国ではイギリスやその植民地からの輸入に頼っていた綿製品、毛糸、煙草、コーヒー、砂糖、染料などが品不足になっており、価格の高騰を招いていた。他方イギリスではこれらの商品の価格が市場の喪失により暴落した。そこでロンドンのネイサンは選帝侯から預かっている巨額の資金を元手にこれらの品を安く大量に買って大陸へ密輸し、マイアーと4人の息子が大陸内で確立しているロートシルト家の通商ルートを使って各地で売りさばくようになった。これによってロートシルト家は莫大な利益を上げられた上、物資不足にあえいでいた現地民からも大変に感謝された。
またマイアーはフランクフルト・ユダヤ人の市民権獲得を求め、「あらゆる人民の法の前での平等と宗教的信仰の自由な実践」を謳ったナポレオン法典を一般市民法としてフランクフルトに導入させるためのダールベルク大公との交渉に尽力し、ダールベルク大公に44万グルデンを支払って実現に漕ぎつけた。しかし、ナポレオンは1808年5月にユダヤ人同権化法の例外として時限立法をなし、民族の人権を商業・職業選択・住居移転に限ることとした。そして1815年にフランクフルトが自由都市の地位を取り戻し、ユダヤ人の市民権自体を取り消してしまった。

### 晩年と死去

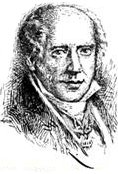
マイアー・アムシェル・ロートシルト

死の2年前の1810年には病気でだいぶ消耗しており、事業のほとんどを息子たちに委ねていた。事業を委ねる際、息子たちに他の兄弟を無視して自分勝手な単独事業をしてはいけないことや利益は持ち分に応じて分配すべきこと、女子に事業を継がせてはいけないことを言い聞かせ、その旨の誓約書まで提出させている。そして同年9月に「マイアー・アムシェル・ロートシルト父子会社（M. A. Rothschild & Söhne）」を創設した。その名のごとく出資金はマイアーと（ロンドンにいるネイサンを除く）4人兄弟が出していた。
ヨム・キプル祭日だった1812年9月18日にマイアーはフランクフルトのシナゴーグに入って丸一日断食を行ったが、その悪影響か、9月19日に手術の古傷が悪化し、危険な容態となった。死を悟ったマイアーはただちに遺書を口述させた。
その遺書は、会社内の重要ポストは一族に限ること、事業をするのは男子相続人だけにすること、一族から過半数の反対がない限り宗家も分家も長男が家督を継ぐこと、結婚はロートシルト家の親族内で行うこと、事業は秘密厳守にして在庫や財産の目録を公表しないことを5人の息子らに求めていた。親の思いを子が受け継いで末永く事業が続くことを願っての遺書だった。
マイアーは、同日午後8時15分頃、妻グトレに抱かれながら息を引き取った。

## 家族
1770年8月29日、フランクフルト・ユダヤ人商人ザロモン・シュナッパー（Salomon Schnapper）の娘グトレ（1753年 - 1849年）と結婚した。妻グトレはユダヤ人の妻らしく控え目な人柄で、静かに縫い物をしていることが多かった。夫の死後、グトレは息子や娘が引っ越してもゲットーのグリューネシルトの家を離れようとせず、生涯そこで暮らした。
グトレとの間に以下の5男5女を儲けた。
- 第1子（長女）：シェーンヒェ・ジャネット（Schönche Jeannette） （1771年8月20日 - 1859年）
  - 子にモーリス・ベネディクト・ド・ウォルムズ（オリエンタル・バンクを参照）
- 第2子（長男）：アムシェル・マイアー （1773年6月12日 - 1855年12月6日） - フランクフルト家を継承。
- 第3子（次男）：ザロモン・マイアー （1774年9月9日 - 1855年7月28日） - ウィーン家の祖。
- 第4子（三男）ナータン・マイアー （1777年9月16日 - 1836年7月18日）- ロンドン家の祖。英語読みではネイサン・メイアー。
- 第5子（次女）イザベラ（Isabella）（1781年7月2日 - 1861年）
- 第6子（三女）バベット（Babette）（1784年8月29日 - 1869年3月16日）
- 第7子（四男）カール・マイアー （1788年4月24日 - 1855年3月10日） - 通称カルマン。ナポリ家の祖。
- 第8子（四女）ユーリエ（Julie）（1790年5月1日 - 1815年6月19日）
- 第9子（五女）ヘンリエッテ（Henriette）（1791年 - 1866年）- 通称イェッテ。アブラハム・モンテフィオーレ（1788年 - 1824年）と結婚。
- 第10子（五男）ヤーコプ・マイアー （1792年5月15日 - 1868年11月15日）- パリ家の祖。パリ移住後ジェームスと改名。

マイアーは家族と事業の区別がほとんどつかなかった。言い換えると家族が事業でもあった。この時代商売の世界は完全に男性社会だったので、特に男子はマイアーにとって重要だった。マイアーは息子たちを対等の事業パートナー、また事業を継承する者として育てた。マイアーは息子たちに子供の頃から金銭的報酬を出し、それによって金を稼ぐことの喜びを覚えさせた。ユダヤ教では男子の成人は13歳であるが、マイアーの息子たちもその年の頃にはマイアーの商売にすっかりなじんでいたという。その結果、マイアーと息子たちは生涯を通して固い信頼感で結び合っていた。娘たちの結婚についても可能な限り親族内で、また商売上の戦略に基づいて行った。娘が結婚する時には持参金をたくさん持たせたが、娘や娘婿が事業に参加してくることは決して許さなかった。
子孫の団結を願うマイアーは遺書の中でも「Concordia（協調）」という言葉を遺しており、これはロートシルト家の家紋にも刻まれることになった。ロスチャイルドの閨閥は二度の世界大戦を経て今日でも健在である。